# 2002年の日本
2002年の日本（2002ねんのにほん）では、2002年（平成14年）の日本の出来事・流行・世相などについてまとめる。

## 他の紀年法
日本では、西暦の他にも以下の紀年法を使用している。なお、以下の紀年法は西暦と月日が一致している。
- 元号
  - 平成14年
- 神武天皇即位紀元
  - 皇紀2662年
- 干支
  - 壬午（みずのえ うま）

## カレンダー
| 1月 |    |    |    |    |    |    |
| 日  | 月 | 火 | 水 | 木 | 金 | 土 |
|     |    | 1  | 2  | 3  | 4  | 5  |
| 6   | 7  | 8  | 9  | 10 | 11 | 12 |
| 13  | 14 | 15 | 16 | 17 | 18 | 19 |
| 20  | 21 | 22 | 23 | 24 | 25 | 26 |
| 27  | 28 | 29 | 30 | 31 |    |    |
|     |    |    |    |    |    |    |

| 2月 |    |    |    |    |    |    |
| 日  | 月 | 火 | 水 | 木 | 金 | 土 |
|     |    |    |    |    | 1  | 2  |
| 3   | 4  | 5  | 6  | 7  | 8  | 9  |
| 10  | 11 | 12 | 13 | 14 | 15 | 16 |
| 17  | 18 | 19 | 20 | 21 | 22 | 23 |
| 24  | 25 | 26 | 27 | 28 |    |    |
|     |    |    |    |    |    |    |

| 3月 |    |    |    |    |    |    |
| 日  | 月 | 火 | 水 | 木 | 金 | 土 |
|     |    |    |    |    | 1  | 2  |
| 3   | 4  | 5  | 6  | 7  | 8  | 9  |
| 10  | 11 | 12 | 13 | 14 | 15 | 16 |
| 17  | 18 | 19 | 20 | 21 | 22 | 23 |
| 24  | 25 | 26 | 27 | 28 | 29 | 30 |
| 31  |    |    |    |    |    |    |
|     |    |    |    |    |    |    |

| 4月 |    |    |    |    |    |    |
| 日  | 月 | 火 | 水 | 木 | 金 | 土 |
|     | 1  | 2  | 3  | 4  | 5  | 6  |
| 7   | 8  | 9  | 10 | 11 | 12 | 13 |
| 14  | 15 | 16 | 17 | 18 | 19 | 20 |
| 21  | 22 | 23 | 24 | 25 | 26 | 27 |
| 28  | 29 | 30 |    |    |    |    |
|     |    |    |    |    |    |    |

| 5月 |    |    |    |    |    |    |
| 日  | 月 | 火 | 水 | 木 | 金 | 土 |
|     |    |    | 1  | 2  | 3  | 4  |
| 5   | 6  | 7  | 8  | 9  | 10 | 11 |
| 12  | 13 | 14 | 15 | 16 | 17 | 18 |
| 19  | 20 | 21 | 22 | 23 | 24 | 25 |
| 26  | 27 | 28 | 29 | 30 | 31 |    |
|     |    |    |    |    |    |    |

| 6月 |    |    |    |    |    |    |
| 日  | 月 | 火 | 水 | 木 | 金 | 土 |
|     |    |    |    |    |    | 1  |
| 2   | 3  | 4  | 5  | 6  | 7  | 8  |
| 9   | 10 | 11 | 12 | 13 | 14 | 15 |
| 16  | 17 | 18 | 19 | 20 | 21 | 22 |
| 23  | 24 | 25 | 26 | 27 | 28 | 29 |
| 30  |    |    |    |    |    |    |
|     |    |    |    |    |    |    |

| 7月 |    |    |    |    |    |    |
| 日  | 月 | 火 | 水 | 木 | 金 | 土 |
|     | 1  | 2  | 3  | 4  | 5  | 6  |
| 7   | 8  | 9  | 10 | 11 | 12 | 13 |
| 14  | 15 | 16 | 17 | 18 | 19 | 20 |
| 21  | 22 | 23 | 24 | 25 | 26 | 27 |
| 28  | 29 | 30 | 31 |    |    |    |
|     |    |    |    |    |    |    |

| 8月 |    |    |    |    |    |    |
| 日  | 月 | 火 | 水 | 木 | 金 | 土 |
|     |    |    |    | 1  | 2  | 3  |
| 4   | 5  | 6  | 7  | 8  | 9  | 10 |
| 11  | 12 | 13 | 14 | 15 | 16 | 17 |
| 18  | 19 | 20 | 21 | 22 | 23 | 24 |
| 25  | 26 | 27 | 28 | 29 | 30 | 31 |
|     |    |    |    |    |    |    |

| 9月 |    |    |    |    |    |    |
| 日  | 月 | 火 | 水 | 木 | 金 | 土 |
| 1   | 2  | 3  | 4  | 5  | 6  | 7  |
| 8   | 9  | 10 | 11 | 12 | 13 | 14 |
| 15  | 16 | 17 | 18 | 19 | 20 | 21 |
| 22  | 23 | 24 | 25 | 26 | 27 | 28 |
| 29  | 30 |    |    |    |    |    |
|     |    |    |    |    |    |    |

| 10月 |    |    |    |    |    |    |
| 日   | 月 | 火 | 水 | 木 | 金 | 土 |
|      |    | 1  | 2  | 3  | 4  | 5  |
| 6    | 7  | 8  | 9  | 10 | 11 | 12 |
| 13   | 14 | 15 | 16 | 17 | 18 | 19 |
| 20   | 21 | 22 | 23 | 24 | 25 | 26 |
| 27   | 28 | 29 | 30 | 31 |    |    |
|      |    |    |    |    |    |    |

| 11月 |    |    |    |    |    |    |
| 日   | 月 | 火 | 水 | 木 | 金 | 土 |
|      |    |    |    |    | 1  | 2  |
| 3    | 4  | 5  | 6  | 7  | 8  | 9  |
| 10   | 11 | 12 | 13 | 14 | 15 | 16 |
| 17   | 18 | 19 | 20 | 21 | 22 | 23 |
| 24   | 25 | 26 | 27 | 28 | 29 | 30 |
|      |    |    |    |    |    |    |

| 12月 |    |    |    |    |    |    |
| 日   | 月 | 火 | 水 | 木 | 金 | 土 |
| 1    | 2  | 3  | 4  | 5  | 6  | 7  |
| 8    | 9  | 10 | 11 | 12 | 13 | 14 |
| 15   | 16 | 17 | 18 | 19 | 20 | 21 |
| 22   | 23 | 24 | 25 | 26 | 27 | 28 |
| 29   | 30 | 31 |    |    |    |    |
|      |    |    |    |    |    |    |

## 在職者
- 天皇: 明仁
- 内閣総理大臣: 小泉純一郎（自由民主党）
- 内閣官房長官: 福田康夫（自由民主党）
- 最高裁判所長官: 11月3日まで山口繁、11月6日より町田顯
- 衆議院議長: 綿貫民輔（自由民主党）
- 参議院議長: 井上裕（自由民主党）、4月22日より倉田寛之
- 国会: 第154回 (常会, 1月21日-7月31日)、第155回 (臨時会, 10月18日-12月13日)

## 世相
- 9月17日の日朝首脳会談がきっかけで、北朝鮮による拉致問題の関心が高まる。
- 鈴木宗男、辻元清美、田中真紀子など、有名政治家の逮捕や辞職が続出。
- アゴヒゲアザラシのタマちゃんが話題となり、また金融会社アイフルのコマーシャルに出演したチワワのくぅ〜ちゃんも人気となる。
- 刑法犯認知件数が戦後最悪の285万件を記録。この年をピークに、翌年以降は一貫して減少傾向となっている。

### 2002年の流行語
「タマちゃん」、「W杯」が新語・流行語大賞の年間大賞を受賞した（その他の受賞語は後節「#流行語」も参照）。

### 2002年の漢字
「帰」・・・北朝鮮に拉致された日本人5人が帰国したことから。

### 周年
- 五十円白銅貨（現行の五十円硬貨）発行から35周年[注釈 1]。
- 百円硬貨誕生及び発行から45周年[注釈 2]。
- 国鉄分割民営化15周年。
- 神戸連続児童殺傷事件から5年。
- 1月2日 - ナホトカ号重油流出事故から5年。
- 1月10日 - 東京国際フォーラム開館から5周年。
- 2月14日 - 東村山警察署旭が丘派出所警察官殺害事件から10年。
- 2月20日 - 飯塚事件から10年。
- 2月28日 - 無双シリーズ発売から5周年。
- 3月5日 - 市川一家4人殺害事件から10年。
- 3月11日 - 動燃東海事業所火災爆発事故から5年。
- 3月19日 - 東電OL殺人事件から5年。
- 3月25日 - ハウステンボス開業10周年。
- 3月29日 - 福山市独居老婦人殺害事件から10年。
- 4月1日
  - 仮面ライダーシリーズ放送開始から30年。
  - JRグループ発足15周年。
- 4月13日 - アニメ『クレヨンしんちゃん』放送開始10周年。
- 4月15日 - 月刊コロコロコミック創刊25周年。
- 4月27日 - 星のカービィ10周年。
- 5月3日
  - 日本国憲法施行55周年。
  - 朝日新聞阪神支局襲撃事件から15年。
- 5月4日 - 奈良県月ヶ瀬村女子中学生殺害事件から5年。
- 5月15日 - 沖縄返還30周年。
- 7月24日 - 四日市ぜんそく患者の四日市公害裁判勝訴30周年。
- 8月29日 - 大阪市営地下鉄長堀鶴見緑地線の全線開業から5年。
- 9月21日 - 日中国交正常化30周年。
- 9月27日 - 若戸大橋開通40周年。
- 10月2日 - オールナイトニッポン放送開始35周年。
- 10月20日 - 国立市主婦殺害事件から10年。
- 10月28日 - 日本に初めてジャイアントパンダが来園（上野動物園）してから30周年。
- 11月17日 - 北海道拓殖銀行の破綻から5年。
- 11月22日 - 山一證券の破綻から5年。
- 12月11日 - 京都議定書採択5年。
- 12月16日 - ポケモンショックから5年。
- 12月18日
  - 東京湾アクアライン開通5周年。
  - ファイナルファンタジーシリーズ発売開始5周年。
- 12月20日 - 首都高速道路の最初の区間が開通してから40周年。

## できごと

### 1月
- 1月6日 - 神奈川県江の島で虚偽通報事件。
- 1月15日 - 三和銀行と東海銀行が合併してUFJ銀行（現：三菱UFJ銀行）が発足[1]。
- 1月21日 - 全日空391便函館空港着陸失敗事故。函館空港に着陸しようとしていた全日本空輸のエアバスA321が着陸に失敗。機体が中破し3人が負傷した。
- 1月23日 - 三島女子短大生焼殺事件：静岡県三島市の山中で女性の焼殺死体が発見され[2]、帰宅途中に消息を絶った同市の女子短大生（当時19歳）と確認される[3]。
- 1月23日 - 雪印牛肉偽装事件[4]、8月6日には日本ハムも発覚。
- 1月29日
  - 田中眞紀子外相が更迭[1]。
  - 民主党の大橋巨泉参議院議員が党との意見相違を理由に議員辞職。

### 2月
- 2月1日
  - 新外相に、川口順子環境相が就任[1]。新環境相には、大木浩が就任。
  - 九州・山口県西部各地にチェーン展開していたスーパーマーケット「寿屋」が経営破綻により全店舗を閉鎖。
- 2月4日 - H-IIAロケット試験機2号機が打ち上げられる。
- 2月13日 - 伊勢崎市同居女性餓死事件で、主犯とされた男性らが殺人容疑で逮捕される。
- 2月22日
  - マイクロソフトが家庭用ゲーム機「Xbox」を日本国内で発売。
  - 福岡県宗像市のJR鹿児島本線海老津駅 - 教育大前駅間で停止していた普通列車に後続の快速列車が追突。134人が負傷。

### 3月
- 3月6日 - 北九州監禁殺人事件：福岡県北九州市小倉北区で、少女（当時17歳）の監禁事件が発覚。それ以降、逮捕された男女2人により、少女の家族や犯人の女の親族を含めた7人が殺害されていたことが判明する。
- 3月8日 - 中部銀行破綻。
- 3月12日 - タカラが電子掲示板・2ちゃんねる発祥のアスキーアート（AA）キャラクターのギコ猫を商標登録出願する（6月3日、商標登録出願を取り消す）。
- 3月18日 - 自由民主党の鈴木宗男衆議院議員が離党。
- 3月25日 - 第74回選抜高等学校野球大会が阪神甲子園球場で開幕。
- 3月28日 - 衆院議員の辻元清美が、秘書給与流用問題の責任を取り議員辞職。
- 3月29日 - デオデオとエイデンの経営統合によりエディオン設立（後に石丸電気、ミドリ電化、100満ボルトが参加し日本最大級の家電量販店となる）。
- 3月31日
  - 神奈川県川崎市多摩区の向ヶ丘遊園が閉園。
  - 横浜市長選に中田宏が当選（37歳で政令指定都市としては当時最年少市長の誕生）[1]。
  - 長野電鉄木島線がこの日限りで廃止。
  - キャプテンシステムがサービス終了。

### 4月
- 4月1日
  - (旧)みずほ銀行、みずほコーポレート銀行（現：みずほ銀行）が誕生[1]。ATMなどにトラブル多発。
  - DV防止法が全面施行。
  - 学習指導要領の見直しが図られ、完全学校週5日制のゆとり教育がスタート。
  - 加越能鉄道は富山県高岡市・新湊市内を通る自社の鉄軌道路線（通称万葉線）を第三セクター会社の万葉線株式会社に譲渡。万葉線は万葉線株式会社による運営となる。加越能鉄道はバス事業などを引き続き運営。
- 4月2日 - 鈴木宗男事件への関与から、東郷和彦在オランダ特命全権大使が罷免された。
- 4月5日 - 第74回選抜高等学校野球大会の決勝戦。報徳学園が鳴門工を8-2で破り、1974年（第46回）以来28年ぶり2回目の優勝。
- 4月9日 - 加藤紘一元自民党幹事長が元事務所代表の脱税疑惑や自身の政治資金流用問題の責任を取り、議員辞職。
- 4月14日 - 大阪市平野区のマンションで28歳の主婦と主婦の1歳の長男が殺害され放火される。
- 4月18日 - 成田空港にて全長2,180mの暫定B滑走路が供用開始。
- 4月21日
  - 小泉純一郎首相、靖国神社参拝[1]。
  - 山手線にE231系500番台車両が使用開始。
- 4月22日 - 新首相官邸が開館。
- 4月25日 - 最高裁判所が「中古ゲームソフトの売買は著作権法に違反せず、自由に行える」とする判決を下す。
- 4月28日 - 日蓮宗系各派、宗旨建立（立教開宗）750年記念法要を執行。

### 5月
- 5月3日 - 赤報隊事件のひとつである朝日新聞阪神支局襲撃事件（1987年）の時効成立。
- 5月6日 - 何者かが虐待した猫の写真を2ちゃんねるの掲示板にアップロードする事件が発生。のちに犯人が動物愛護法違反で逮捕された。
- 5月7日 - 博多から名古屋へ向けて営業運転中の新幹線ひかりに散弾が撃ち込まれる。
- 5月8日 - 北朝鮮亡命者が中華人民共和国瀋陽にある日本国総領事館へ駆け込む事件が発生[1]。
- 5月25日 - 南海和歌山港線の末端区間の和歌山港駅 - 水軒駅間がこの日限りで廃止。
- 5月28日 - 経済団体連合会（経団連）と日本経営者団体連盟（日経連）が統合、日本経済団体連合会（日本経団連）が発足[1]。

### 6月
- 6月11日 - 日本全国で部分日食。
- 6月12日 - コラムニストのナンシー関が急死。
- 6月19日 - 鈴木宗男衆院議員が、収賄容疑で逮捕[4]。
- 6月23日 - 岡山県新見市で初の電子投票による市議会議員・市長選挙。
- 6月24日 - 東京都千代田区で全国初の歩きタバコ禁止条例が成立。
- 6月26日 - 全日空機下地島オーバーラン事故。全日空のボーイング767型機が下地島空港で訓練中、操縦ミスにより滑走路をオーバーランし全損。乗員が負傷。
- 6月27日 - 日石三菱、新日本石油に社名変更。
- 6月30日 - 泉ガーデンタワー竣工。

### 7月
- 7月1日
  - アサヒビール薬品とアサヒビール食品が合併し、アサヒフードアンドヘルスケア発足。
  - 読売新聞社がグループ再編で持株会社の読売新聞グループ本社と地域発行会社の読売新聞東京本社にそれぞれ会社分割、関連会社の読売新聞大阪本社を株式交換により同グループの完全子会社化、関連会社のよみうり（持株会社移行により解散）が運営していた読売新聞西部本社と読売巨人軍を独立法人化して東京・大阪両本社と中央公論新社とともに同グループの事業子会社とする。よみうりが運営していた読売新聞中部本社は東京本社に分割吸収される形で中部支社に格下げされる。
  - 土佐くろしお鉄道ごめん・なはり線が開業。
- 7月4日 - ユニバーサル・スタジオ・ジャパンの食材や水道水の管理の杜撰さが発覚、火薬の不正使用も。
- 7月7日 - 東京ディズニーシーに1,000万人目のゲストが来園。
- 7月12日 - 中国から個人輸入した未承認医薬品のダイエット薬により女性1人が死亡したほか多数の健康被害が発生したことを厚生労働省が発表[5]。漢方薬の売れ行きにも影響が出る。
- 7月16日 - 例外的に夫婦の別姓を実現させる会が自民党内に発足。
- 7月19日 - 群馬女子高生誘拐殺人事件が発生。群馬県勢多郡大胡町（現：前橋市）で帰宅途中の女子高生が男に誘拐・強姦された末に殺害され、遺体を赤城山の山中（宮城村柏倉 / 現：前橋市柏倉町）に遺棄された。7月23日になって犯人の男（被害者の両親から身代金を奪ったとして恐喝容疑で逮捕）が殺害を自供し、群馬県警察（捜査一課・大胡警察署）により、殺人容疑で逮捕された。
- 7月23日 - 三島女子短大生焼殺事件の犯人の男（2012年に死刑執行）が逮捕される[6]。

### 8月
- ガソリン乗用車の排ガス規制が強化された為、トヨタ自動車、日産自動車、マツダなどで生産中止になる車種が相次ぐ。
- 8月1日
  - 日本たばこ産業が一部地域限定のたばこ「アイシーン」を発売。
  - 1997年5月6日から休止されていた南部縦貫鉄道線が正式に廃止。
- 8月5日
  - 住民基本台帳ネットワーク開始[7]。
  - 千葉県松戸市常盤平のマブチモーター社長の自宅で、66歳の妻と40歳の長女が絞殺され、家も放火された[8]。2005年に犯人の男2人（練馬三億円事件の元受刑者と、殺人前科を有する男）が逮捕され[9]、2人による連続強盗殺人事件は警察庁広域重要指定124号事件に指定された[10]。
- 8月7日
  - この日から11日まで第26回全国高等学校総合文化祭神奈川が開催。パシフィコ横浜国立大ホールで総合開会式。
  - 多摩川の丸子橋付近でオスのアゴヒゲアザラシ1頭が泳いでいるのが発見され、「タマちゃん」の愛称が付けられる。その後、鶴見川、帷子川、荒川などの近隣の河川に移動し2004年4月に姿を消した[11]。
- 8月8日 - 阪神甲子園球場にて第84回全国高等学校野球選手権大会が開幕。
- 8月9日 - 田中眞紀子前外相が公設秘書給与流出疑惑の責任を取り、議員辞職[7]。
- 8月20日 - 丸の内に建設中の丸の内ビルディング（新丸ビル）が竣工。
- 8月21日 - 第84回全国高等学校野球選手権大会の決勝戦が阪神甲子園球場で行われ、高知県代表の明徳義塾が和歌山県代表の智弁和歌山に7-2で勝利し、初優勝。
- 8月27日 - ソニーが「ベータマックス」の生産終了を発表。
- 8月29日 - 原子力安全・保安院は、東京電力が管内の原子力発電所の自主点検においてトラブルを報告していない不正が行われていることを公表。
- 8月30日 - 小泉首相が9月17日に北朝鮮を訪問することを表明[7]。

### 9月
- 9月2日 - 日本の軽自動車の字光式ナンバーの払い出しが一部地域で始まる。
- 9月10日 - H-IIAロケット3号機が打ち上げられる。
- 9月17日 - 小泉首相が、日本の首相として史上初めて、朝鮮民主主義人民共和国を訪問。日朝首脳会談で、北朝鮮の金正日総書記が、日本人拉致問題を公式に認める[7]。
- 9月19日 - 石油輸出国機構 (OPEC) の第121回総会が大阪府大阪市のホテルニューオータニ大阪で開催される。
- 9月21日 - よさこい高知国体夏季大会が開幕（ - 24日、秋季大会は10月26日 - 31日）。四国地方で初の国体単独県開催。
- 9月24日 - 読売ジャイアンツ（巨人）が2年ぶり39回目のセ・リーグ優勝を達成。
- 9月27日 - 日本鋼管と川崎製鉄が経営統合、両社の持株会社JFEホールディングスが発足。
- 9月27日 - パリジェンヌ事件

### 10月
- 10月1日 - 前年6月24日の事故により運休していた京福電気鉄道永平寺線が正式に廃止。
- 10月2日 - 日本航空と日本エアシステムが経営統合し、共同持株会社の日本航空システムが発足。
- 10月3日 - テレビアニメ「NARUTO -ナルト-」放映開始。
- 10月4日 - 小泉首相が現職の首相として初めて東京証券取引所を訪問。
- 10月8日 - 小柴昌俊東京大学名誉教授にノーベル物理学賞、翌日には田中耕一島津製作所社員にノーベル化学賞の受賞が決定する（日本人の同年ダブル受賞は初めて）[12]。
- 10月11日 - 愛知県名古屋市東区東桜一丁目に大型複合施設オアシス21がオープン。
- 10月15日 - 北朝鮮に拉致された日本人のうち、蓮池薫・曽我ひとみら5人が帰国[7]。
- 10月25日 - 衆議院議員の石井紘基が東京都世田谷区の自宅駐車場で右翼団体幹部に刺され死亡。
- 10月27日 - 芝山鉄道が開業。
- 10月30日 - 日本シリーズで、巨人（セ・リーグ）が西武ライオンズ（パ・リーグ）を破り、2年ぶり20回目の日本一。日本シリーズ開幕ストレート4連勝(4タテ)は、1990年の西武以来12年ぶり4度目で、巨人としては球団史上初だった。

### 11月
- 11月1日 - 軽自動車の字光式ナンバーの払い出しが全国で始まる。
- 11月6日 - 町田顯が第15代最高裁判所長官に就任。
- 11月8日 - 東京ディズニーランドと東京ディズニーシー合わせて3億人目のゲスト来園。
- 11月11日 - 元ビートルズのメンバー、ポール・マッカートニーが来日し、9年ぶりとなる来日公演を東京ドームと大阪ドームで行った。
- 11月30日 - 日本・シンガポール新時代経済連携協定発効。
- 11月30日 - 翌日の東北新幹線八戸延伸により、寝台特急「はくつる」、特急「はつかり」、快速「海峡」が廃止。

### 12月
- 12月1日
  - 東北新幹線盛岡駅 - 八戸駅間延伸開業[7]。これに伴い、東北本線の同区間が第三セクターのIGRいわて銀河鉄道（岩手県区間）、青い森鉄道（青森県区間）に移管される。
  - 埼京線恵比寿駅 - 大崎駅間延伸開業、および東京臨海高速鉄道りんかい線天王洲アイル駅 - 大崎駅間開業。大崎駅を介して両線の相互直通乗り入れ開始。
- 12月2日
  - 長嶋茂雄巨人終身名誉監督が、アテネ五輪野球日本代表監督に就任する。
  - 三井住友銀行の株式移転により三井住友フィナンシャルグループ設立。
- 12月11日 - 和歌山地裁（小川育央裁判長）は、和歌山毒物カレー事件（1998年）などの事件で殺人罪に問われた被告人の女（林眞須美）に死刑判決を言い渡した[13]。
- 12月14日 - H-IIAロケット4号機が打ち上げられる。
- 12月31日 - 有田鉄道がこの日限りで廃止。

## 社会

### 経済
- 日本の国内総生産 - 3兆6,510億ドル
- 日本の経済成長率 - 2001年比1.1%成長
- 日本の完全失業率 - 年平均5.4%

### 教育
- 2002年学習指導要領の実施（小中学校）
- 完全週休2日制の実施（公立）
- 総合的な学習の時間を新設
- 情報科の新設（高校）

## 自然科学

### ノーベル賞
日本人がノーベル賞をW受賞（史上初）した。
- 小柴昌俊がノーベル物理学賞を受賞（日本人の同賞受賞は29年ぶり史上4人目の快挙）。
- 田中耕一がノーベル化学賞を受賞（日本人の同賞受賞は3年連続）。

## 天候・天災・観測等
- 冬（前年12月 - 2月）期間を通して強い寒波がほとんどなく、1989年同様に豪雪地帯で降雪量が著しく少なかった。大暖冬異変、雪不足によりスキー場では営業ができない等の影響で発生。国内の気温は平年を3度以上高くなった一方、日本海側の降雪量は著しく少なく、また3月にかけても高温が続いたため、世界規模大暖冬となった。
- 春（3月 - 5月）全国的に極端な暖春となり、3月下旬にかけても著しい高温となり、初夏の陽気が続き、桜の開花と満開が記録的に早く、各地で最速記録を更新した。
- 夏（6月 - 8月）6月は全国的に空梅雨、7月から8月中旬まで顕著な高温が続いたが、しかし8月の立秋に入ると台風や秋雨前線を受け南西諸島・奄美を除き低温となり、東北地方と東京都心を中心に冷害も発生した。8月後半は低温・冷夏傾向であったが、6月が記録的な高温推移したため、夏全体の気温は全国的にやや上回った。
- 秋（9月 - 11月）9月、10月中半は著しい残暑が厳しかったがそれ以降は順調に季節が進み、10月下旬から11月は強い寒気が南下したため全国的に低温となり冬の訪れは早かった。3ヶ月平均では平成としては唯一の寒秋で、11月上旬には関東地方から中国地方の山間部で平年よりかなり早い初雪を観測した。米の作況は北海道で不作であったが他は平年並以上だった。

### 時系列
- 1月5日 - 静岡市で24.6℃、金沢市で24.5℃の1月としては記録的な高温を観測したり、南から暖かい空気が流れ込んで気温の高い日が多く高温傾向となった。
- 2月14日 - 静岡県静岡市で最高気温26.2℃、同熱海市網代で25.4℃、神奈川県小田原市で26.1℃、同海老名市で25.3℃、石川県金沢市で26.1℃の夏日を記録したほか、全国105の官署地点・アメダス地点で2月の最高気温の高い方からの記録を塗り替えた。2月に夏日を観測は初。
- 3月24日 - フェーン現象の影響で山梨県甲府市で最高気温29.7℃を記録し6月下旬並みの暑い陽気となったほか静岡市で30.7℃、アメダス地点の静岡市で31.8℃、石川県金沢市で32.8℃と真夏日を記録しいずれも観測史上最も早い真夏日の記録を塗り替えた。
- 7月 - 台風6号・台風7号が立て続けに東日本上陸。
- 8月11日 - 伊豆鳥島が噴火。
- 8月18日 - 台風13号が接近し、東日本 - 西日本の太平洋側で大雨となった。この台風通過後は大幅に気温が下がり涼しくなったが一気に秋とはならず、8月終盤から残暑が厳しくなった。
- 10月1日 - 台風21号が神奈川県川崎市に上陸。強い勢力で上陸したため茨城県では鉄塔が倒壊するなどの被害が出た。
- 11月3日 - 宮城県沖を震源とするマグニチュード6.3の地震が発生。最大震度5弱。
- 11月4日 - 日向灘を震源とするマグニチュード5.7の地震が発生。大分県で震度5弱を観測した。

## 文化と芸術

### 流行
- アゴヒゲアザラシのタマちゃんや金融会社アイフルのコマーシャルに出演したチワワのくぅ〜ちゃんが注目を集める中、日本コカ・コーラのQoo、フルーチェのみかんぼうや、ぴよだまりなどの癒し系キャラクターも人気となった。

#### 流行語
新語・流行語大賞
以下に本年の受賞語を列記する。なお、肩書きや役職などは受賞当時のものである。
- 年間大賞
  - タマちゃん
  - W杯 (中津江村) （坂本休 〈中津江村の村長〉）
- トップテン入賞
  - 貸し剥がし
  - 『声に出して読みたい日本語』（齋藤孝著書）
  - 『真珠夫人』（東海テレビ製作ドラマ）
  - ダブル受賞（ノーベル賞を受賞した小柴昌俊、田中耕一）
  - 内部告発（『ホイッスルブローアー＝内部告発者』の著者・串岡弘昭）
  - ベッカム様
  - ムネオハウス（佐々木憲昭 〈共産党衆院議員〉）
  - 拉致
- 特別賞 - Godzilla（松井秀喜 〈読売ジャイアンツ選手〉）

#### ファッション
- 重ね着・レイヤードスタイル・ダブルボトム（スカートの下にジーンズなどを重ね履きする）の流行。
- ソフトモヒカンが流行。
- ニット帽が流行。
- 渋谷109パート2に「ジュニアシティ」オープン。女子小学生・女子中学生向けのジュニアファッションが注目される。
- 1990年代後半の頃の主流だった厚底靴やガングロ、ヤマンバ、ルーズソックス、さらに当時のメイクはこの頃になるとあまり見られなくなる。

### 出版
ベストセラー
- 齋藤孝『声に出して読みたい日本語』

#### 文学
- 芥川賞
  - 第127回（2002年上半期） - 吉田修一 『パーク・ライフ』
  - 第128回（2002年下半期） - 大道珠貴 『しょっぱいドライブ』
- 直木賞
  - 第127回（2002年上半期） - 乙川優三郎 『生きる』
  - 第128回（2002年下半期） - 該当作品なし

### 音楽
- CDシングルのミリオンセラー、浜崎あゆみの『H』1本のみに。シングル売り上げが1998年の約半分に落ち込む。
- 青春パンクブーム。
- ヒップホップグループのキングギドラが6年ぶりに復活。
- 1月1日 - 小澤征爾がウィーンフィルハーモニー管弦楽団のニューイヤーコンサートを振る。
- 1月9日 - 『SAMURAI DRIVE』（hitomi）
- 1月9日 - 『二人のアカボシ』（キンモクセイ）
- 1月23日 - 『Life goes on』（Dragon Ash）
- 1月23日 - 『マルシェ』（KICK THE CAN CREW）
- 1月23日 - 『キャノンボール』（中村一義）
- 2月6日 - 『ワダツミの木』（元ちとせ）
- 2月20日 - BUMP OF CHICKENのアルバム『jupiter』発売。シングル・アルバム通じて初のオリコンチャート初登場1位を記録。
- 2月20日 - 『トモダチ』（ケツメイシ ）。 グループ初のオリコンTOP10入り
- 2月27日 - 『Way of Difference』（GLAY）
- 2月27日 - 『キラキラ』（小田和正）
- 3月6日 - 『FANTASISTA』（Dragon Ash）
- 3月13日 - BoAのマキシシングル『Every Heart -ミンナノキモチ-』を皮切りに、エイベックスがコピーコントロールCDを採用する。
- 3月18日 - 19 (音楽グループ) が解散、その後3月21日に蒲公英-たんぽぽ-をリリース。
- 3月20日 - 『THE WORLD IS MINE』（くるり）。同アルバムに『ワールズエンド・スーパーノヴァ』、『男の子と女の子』追加。
- 3月27日 - 『FUNKASTIC』（RIP SLYME）
- 3月28日 - 『婦人用』（倉橋ヨエコ）。同アルバムに『夜な夜な夜な』収録。
- 4月11日 - 『Akatsuki』（PE'Z）。 フジテレビ系『PRIDEシリーズ』イメージソング。
- 4月24日 - 『HIGHVISION』（SUPERCAR）
- 4月24日 - 『SONS OF THE SUN』（麻波25）。大塚製薬「ポカリスエット」CMソング。
- 5月1日 - 『Brand-New Myself 〜僕にできること』（CHARCOAL FILTER）。大塚ベバレジ「MATCH」CMソング。
- 5月9日 - 『亜麻色の髪の乙女』（島谷ひとみ）
- 5月15日 - 『Mugen』（ポルノグラフィティ）。NHK2002 FIFAワールドカップ中継公式テーマソングとなり、カップリング曲のGo Steady Go!はNHK2002 FIFAワールドカップ中継公式イメージソングとなる。
- 5月22日 - 『Stompin' On DOWN BEAT ALLEY』（東京スカパラダイスオーケストラ）
- 5月29日 - 『One Night Carnival』（氣志團、メジャーデビューシングル。）
- 5月29日 - 『アシンメトリー』（スガシカオ）
- 5月29日 - 『Yeah! めっちゃホリディ』（松浦亜弥）
- 6月7日 - 『PINK PaNK』（DOPING PANDA）。同アルバムに『Transient happiness』収録。
- 6月12日 - 『童貞ソー・ヤング』（GOING STEADY）
- 6月19日 -『DEEP RIVER』（宇多田ヒカル）。同アルバムに『FINAL DISTANCE』、『traveling』、『光』、『SAKURAドロップス/Letters』収録。
- 6月19日 - RAG FAIRが2ndシングル『恋のマイレージ』と3rdシングル『Sheサイド ストーリー』を2枚同時発売。オリコン週間チャートにおいて初登場で1位と2位を独占するという快挙を成し遂げる。
- 6月26日 - 『楽園ベイベー』（RIP SLYME）。夏の間ヒットを続けた。7月24日に発表したアルバム『TOKYO CLASSIC』はミリオンセラーとなる。その勢いで11月27日に発売した『BLUE BE-BOP』もヒットした。
- 6月26日 - 『ちょ』（B-DASH）
- 6月26日 - 『風になる』（つじあやの）。スタジオジブリ映画『猫の恩返し』主題歌。
- 7月10日 - 『Any』（Mr.Children）
- 7月24日 - 『くちばしにチェリー』（EGO-WRAPPIN'）。
- 7月24日 - 『PHOTON』（BOOM BOOM SATELLITES）
- 8月7日 - day after tomorrowがDVDシングル『faraway』、ミニ・アルバム『day after tomorrow』でデビュー。
- 8月7日 - 『WILL』（中島美嘉）。関西テレビ・フジテレビ系ドラマ『天体観測』主題歌。
- 8月17日・18日 - 1995年に解散していたSOFT BALLET がSUMMER SONICで復活。翌年12月に再び解散。
- 8月8日 - 『眠れぬ夜は君のせい』（MISIA）。フジテレビ系木曜劇場ドラマ「恋愛偏差値」主題歌。
- 8月28日 - 『大きな古時計』（平井堅）
- 8月28日 - 『大切なもの』（ロードオブメジャー）
- 8月28日 - 『VALENTI』（BoA）
- 10月9日 - 『赤橙』（ACIDMAN）
- 10月17日 - 『一期一会 Sweets for my SPITZ』
- 10月19日 - 『晩秋』（ガガガSP）
- 10月23日 - 『RIVER』（10-FEET）
- 10月30日 - 一青窈がシングル『もらい泣き』で歌手デビュー。
- 10月30日 - T.M.Revolution『INVOKE』
- 11月27日 - 『音タイム』（ハナレグミ）。同アルバムに『家族の風景』収録。
- 12月1日 - 『君がいたから』や『突然』などヒット曲を連発してきたFIELD OF VIEWが解散。
- 12月4日 - 『タイガー&ドラゴン』（クレイジーケンバンド）。2005年4月27日に同名のテレビドラマのオープニングテーマとして再発された。
- 12月31日 - 第44回日本レコード大賞：『Voyage』（浜崎あゆみ）

### 演劇
歌舞伎
宝塚歌劇団

### 映画
- 3月9日 - 『自殺サークル』（監督：園子温）
- 3月16日 - 『害虫』（監督：塩田明彦）
- 3月23日 - 『A2』（監督：森達也）
- 5月3日 - 『ＫＴ』（監督：阪本順治）
- 6月8日 - 『模倣犯』（監督：森田芳光、主演：中居正広）
- 6月29日 - 『青い春』（監督：豊田利晃）
- 7月20日 - 『ピンポン』（監督：曽利文彦）
- 10月5日 - 『阿弥陀堂だより』（監督：小泉堯史）
- 10月19日 - 『ＯＵＴ』（監督：平山秀幸）
- 11月2日 - 『たそがれ清兵衛』（監督：山田洋次、主演：真田広之・宮沢りえ）
- 12月7日 - 『刑務所の中』（監督：崔洋一）
- 12月14日 - 『ゴジラ×メカゴジラ』（監督：手塚昌明）

### テレビ

#### ドラマ
- NHK大河ドラマ「利家とまつ〜加賀百万石物語〜」
- 1月 - 3月 フジテレビ系ドラマ「人にやさしく」
- 1月 - 3月 フジテレビ系ドラマ「ロング・ラブレター〜漂流教室〜」
- 1月 - 3月 フジテレビ系ドラマ「恋ノチカラ」
- 1月 - 3月 日本テレビ系ドラマ「ナースマン」
- 1月 - 3月 TBS系ドラマ「木更津キャッツアイ」
- 4月 - 6月 フジテレビ系ドラマ「空から降る一億の星」
- 4月 - 6月 日本テレビ系ドラマ「ごくせん 第1シリーズ」
- 4月 - 7月 日本テレビ系ドラマ「ゴールデンボウル」
- 4月 - 9月 - NHK連続テレビ小説「さくら」
- 7月 - 9月 フジテレビ系ドラマ「ランチの女王」
- 7月 - 9月 フジテレビ系ドラマ「ナースのお仕事4」
- 7月 - 9月 日本テレビ系ドラマ「探偵家族」
- 9月6日 - 7日 - フジテレビ系で21年間続いたドラマシリーズ「北の国から」が「2002遺言」をもって放送終了。エランドール賞作品賞 テレビ部門（児井・田中賞）、向田邦子賞受賞。
- 9月15日 TBS系の「東芝日曜劇場」が「太陽の季節」をもって終焉し、10月から提供が複数に。
- 10月 - 2003年3月 - NHK連続テレビ小説「まんてん」
- 10月 - 12月 テレビ朝日系ドラマ「相棒」第1シリーズ。以後毎年10月 - 3月期にシリーズ放映。
- 10月 - 12月 日本テレビ系ドラマ「サイコドクター」
- 10月 - 12月 フジテレビ系ドラマ「ホーム&アウェイ」
- 10月 - 12月 TBS系ドラマ「真夜中の雨」

#### 特撮
- 2月 - 2003年1月 『仮面ライダー龍騎』平成仮面ライダーシリーズ第3作目（テレビ朝日系）。
- 2月 - 2003年2月 『忍風戦隊ハリケンジャー』（テレビ朝日系）
- 6月 - 『ウルトラマンコスモス』が途中で放送中止になり、7月から急遽『ウルトラマンネオス』を放送開始したが、『コスモス』再開に伴い2話で打ち切り。『コスモス』は9月まで放映された（毎日放送系）。

#### バラエティなど諸分野
- 4月8日 - 『天才てれびくんワイド』の司会者が極楽とんぼに交代（本年度のみ担当だが、本年の12月末に降板）。てれび戦士の新メンバーの内、飯田里穂が加入（2005年度まで）。本年度で『ワイド』の放送は終了し、翌年から『天才てれびくんMAX』にリニューアルする。
- 7月6日 - 7日 - 『FNS27時間テレビ みんなのうた』放送。
- 9月25日 - 北海道テレビ制作で鈴井貴之・大泉洋が出演する北海道の人気ローカル番組「水曜どうでしょう」がレギュラー放送終了。その後は数年に1回のペースで新作を放送。
- 日朝首脳会談以降、民放各局のワイドショーが北朝鮮問題を取り上げることに（現在も進行中）。
- 「行列のできる法律相談所」（日本テレビ系）放送開始、その後人気番組となり現在も放送中。

その他の開始番組
- 旅の香り 時の遊び（テレビ朝日系）

#### お笑い
コンテスト番組の優勝者
- 上方漫才大賞
  - ますだおかだ（松竹芸能）
- NHK上方漫才コンテスト
  - フットボールアワー（吉本興業）
- ABCお笑い新人グランプリ　最優秀新人賞
  - レギュラー（吉本興業）
- 爆笑オンエアバトル チャンピオン大会（NHK、2001年度）
  - ハリガネロック（吉本興業）
- M-1グランプリ（テレビ朝日系）
  - ますだおかだ（松竹芸能）
- R-1ぐらんぷり（フジテレビ系、初代）
  - だいたひかる（当時フリー、後に吉本興業に所属）

### アニメ
アニメーション映画
- 2月2日 - 『ほしのこえ』（監督：新海誠）
- 3月9日 - 『ドラえもん のび太とロボット王国』（監督：芝山努、ドラえもんシリーズ）
- 4月20日 - 『クレヨンしんちゃん 嵐を呼ぶ アッパレ!戦国大合戦』（監督：原恵一）。2002年文化庁メディア芸術祭アニメーション部門大賞。
- 4月20日 - 『名探偵コナン ベイカー街の亡霊』（監督：こだま兼嗣）
- 7月13日 - 『劇場版ポケットモンスター 水の都の護神 ラティアスとラティオス』（監督：湯山邦彦、劇場版ポケットモンスターシリーズ）
- 7月20日 - 『猫の恩返し』／『ギブリーズ episode2 』（監督：森田宏幸）。2002年の邦画興行収入トップ64億円。文化庁メディア芸術祭アニメーション部門優秀賞。
- 9月14日 - 『千年女優』（監督：今敏）。2001年文化庁メディア芸術祭アニメーション部門大賞。

短編アニメ
- 10月 - 『頭山』（監督：山村浩二）。第75回アカデミー賞短編アニメ部門正式ノミネート（日本人初）。

テレビアニメ
- 1月10日 -「おねがい☆ティーチャー」放映開始
- 1月15日 -「フルメタル・パニック!」放映開始
- 1月21日 -「ラーゼフォン」放映開始
- 4月2日 -「ちょびっツ」放映開始
- 4月6日 -「満月をさがして」放映開始
- 4月7日 -「デジモンフロンティア」放映開始
- 4月8日 -「あずまんが大王」放映開始
- 4月9日 -「十二国記」放映開始
- 4月10日 -「藍より青し」放映開始
- 7月3日 -「最終兵器彼女」放映開始
- 9月7日 -「OVERMANキングゲイナー」放映開始
- 10月 - 「灰羽連盟」放映開始
- 10月1日 -「攻殻機動隊 STAND ALONE COMPLEX」放映開始。文化庁メディア芸術祭アニメーション部門優秀賞。
- 10月1日 - 「スパイラル 〜推理の絆〜」放映開始
- 10月2日 -「花田少年史」放映開始
- 10月3日 - 「NARUTO -ナルト-」放映開始
- 10月5日 -「機動戦士ガンダムSEED」放映開始
- 10月6日 -「超力ロボ ガラット」放映開始
- 11月21日 - 「ポケットモンスター アドバンスジェネレーション」放送開始。ゲーム「ポケットモンスター ルビー・サファイア」の発売に合わせてリニューアル。

OVA
- 1月17日 - 4月17日  - 「HUNTER×HUNTER ヨークシンシティ完結編」

### ゲーム

#### コンピューターゲーム
アーケードゲーム
テレビゲーム
主なゲームソフト

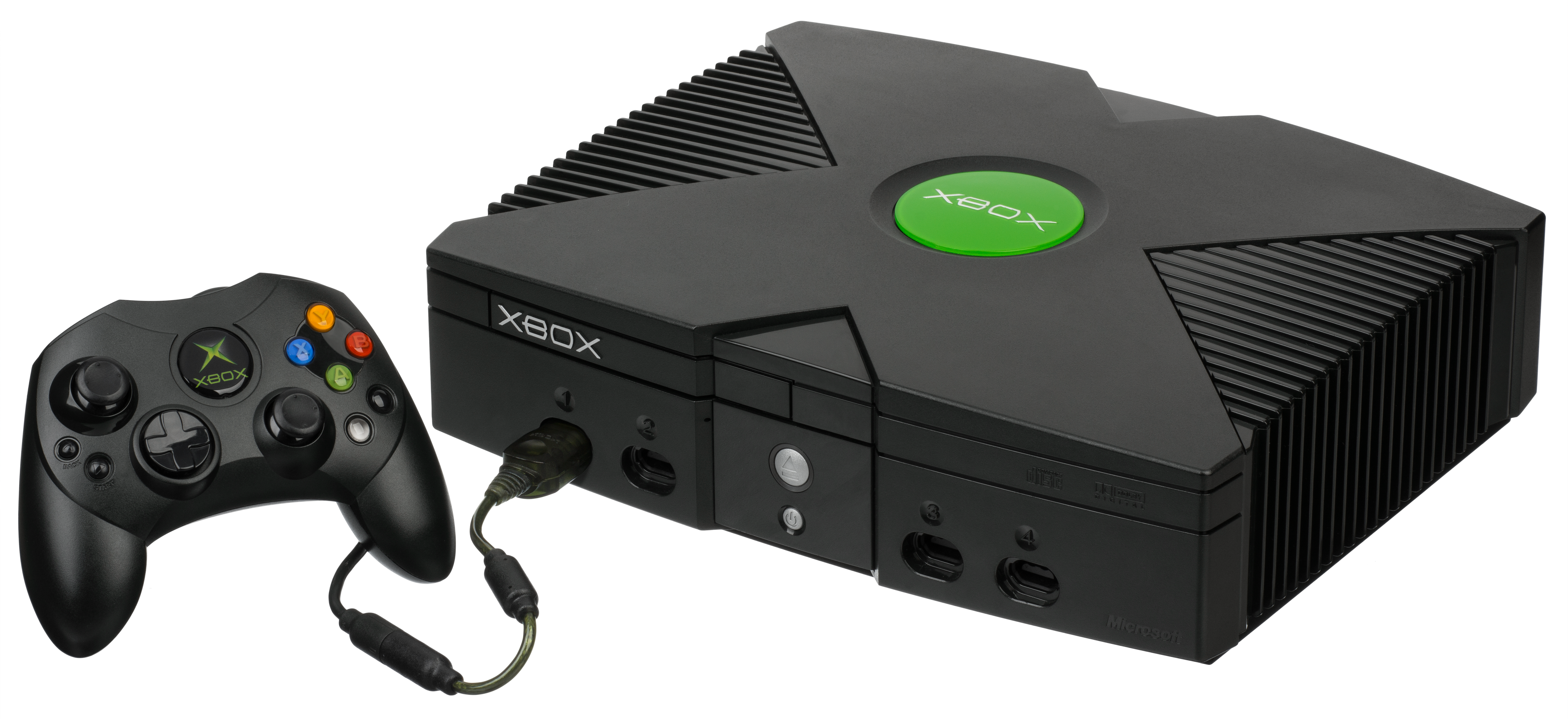
Xbox

- 3月28日 - スーパーロボット大戦IMPACT、PlayStation 2（バンプレスト）
- 6月20日 - ときめきメモリアル Girl's Side、PlayStation 2（コナミ）
- 2月22日 - マイクロソフトが「Xbox」を発売し、日本の家庭用ゲーム市場に参入。
- 4月26日 - カプコンがゲームボーイアドバンス用ソフト『ロックマンゼロ』を発売。ロックマンシリーズ15周年記念作品。
- 3月22日 - スクウェアがPS2用ソフト『キングダム ハーツ』を発売。
- 5月16日 - スクウェアがPS2用ソフト『ファイナルファンタジーXI』を発売。FFシリーズ初のMMORPG（オンラインゲーム）である。
- 7月19日 - 任天堂がニンテンドー ゲームキューブ用ソフト『スーパーマリオサンシャイン』を発売。
- 11月21日 - カプコンがニンテンドーゲームキューブ用ソフト『バイオハザード0』を発売。
- 11月28日 - ナムコがPS2用ソフト『テイルズ オブ デスティニー2』を発売。
- 12月12日 - カプコンがPS2用ソフト『クロックタワー3』を発売。
- 12月13日 - 任天堂がニンテンドーゲームキューブ用ソフト『ゼルダの伝説 風のタクト』を発売。

携帯型ゲーム
- 11月21日 - ポケモンがGBA用ソフト『ポケットモンスター ルビー・サファイア』を発売（日本国内2バージョン合計約534万本）。
- 12月19日 - セガがGBA用ソフト『ソニックアドバンス2』を発売。

### 車
- 日本カー・オブ・ザ・イヤー - アコード／アコード・ワゴン
- 平成12年排出ガス規制に適合しない為、猶予期限の切れた8月をもって以下の車種が生産終了。
  - 日産・スカイラインR34GT-R
  - 日産・S15シルビア
  - マツダ・FD3S・RX-7
  - トヨタ・A80スープラ

## スポーツ

### 総合競技大会
- 第57回国民体育大会 (よさこい高知国体)
- 第2回全国障害者スポーツ大会 (よさこいピック高知)

#### 冬季オリンピック・パラリンピック
冬季オリンピック・パラリンピックがアメリカ合衆国のソルトレイクシティで開催された。日本からも多数のアスリートが出場している。
- 第19回冬季オリンピック（ソルトレークシティ）

- 第8回冬季パラリンピック（ソルトレークシティ）

### 各競技

#### 野球
プロ野球
- セントラル・リーグ優勝 - 読売ジャイアンツ
- パシフィック・リーグ優勝 - 西武ライオンズ
- 日本シリーズ優勝 - 読売ジャイアンツ（4勝0敗）
- 4月14日に中日ドラゴンズが通算4000勝達成。
- 10月6日に福岡ダイエーホークスのキャプテンを務めた秋山幸二選手の引退試合開催。
- 10月17日ヤクルトの池山隆寛が現役引退。
- 松井秀喜がFA宣言をしてニューヨーク・ヤンキースに入団する。

高校野球
- 春優勝 - 報徳学園（兵庫県）
- 夏優勝 - 明徳義塾（高知県）

#### サッカー
FIFAワールドカップ
- 日本の試合
  - 6月4日：日本 2-2 ベルギー
  - 6月9日：日本 1-0 ロシア
  - 6月14日：日本 2-0 チュニジア（H組1位で決勝トーナメントに進出）
  - 6月18日：日本 0-1 トルコ（ベスト16で敗退）
- 決勝
  - 6月30日：ブラジル 2-0 ドイツ（2大会ぶり5度目の優勝）

天皇杯全日本サッカー選手権大会
- 優勝 - 京都パープルサンガ

Jリーグ
- J1 1stステージ優勝 - ジュビロ磐田
- J1 2ndステージ優勝 - ジュビロ磐田
- J1チャンピオンシップ年間総合優勝 - ジュビロ磐田（Jリーグ初の1st・2nd両ステージ完全優勝）
- ヤマザキナビスコカップ優勝 - 鹿島アントラーズ

### 相撲
大相撲 幕内最高優勝
- 初場所 - 栃東大裕
- 春場所 - 武蔵丸光洋
- 夏場所 - 武蔵丸光洋
- 名古屋場所 - 千代大海龍二
- 秋場所 - 武蔵丸光洋
- 九州場所 - 朝青龍明徳

### プロレス
- プロレス大賞MVP - ボブ・サップ（K-1、PRIDE）
- G1クライマックス優勝 - 蝶野正洋（4回目）
- 世界最強タッグ決定リーグ戦優勝 - 小島聡&太陽ケア組

### モータースポーツ
- 全日本選手権フォーミュラ・ニッポン - ラルフ・ファーマン
- 全日本F3選手権 - 小暮卓史
- 全日本GT選手権 - 脇阪寿一、飯田章

## 誕生

### 1月
- 1月1日 - 半田陸、サッカー選手
- 1月2日 - 池戸優音、女優
- 1月3日 - 木内舞留、女優、タレント
- 1月4日 - 石原翔太郎、陸上競技選手
- 1月6日 - 星名はる、アイドル
- 1月6日 - 渡辺優奈、女優
- 1月7日 - 琴音、シンガーソングライター
- 1月8日 - 山田大樹、サッカー選手
- 1月9日 - 荒野姫楓、SKE48
- 1月10日 - 青木祐奈、フィギュアスケート選手
- 1月10日 - 鈴木咲香、女子競輪選手
- 1月10日 - 和智日菜子、タレント
- 1月12日 - 川畑和愛、フィギュアスケート選手
- 1月12日 - 平松來馬、モデル、俳優
- 1月12日 - 増本綺良、櫻坂46
- 1月12日 - 流川莉央、AV女優
- 1月12日 - 高崎春、フジテレビアナウンサー
- 1月14日 - 和田はな、女流将棋棋士
- 1月16日 - 那須雄登、ジャニーズJr. (美 少年)
- 1月16日 - 木更かのん、グラビアアイドル
- 1月17日 - 原島裕一、イベンター、ディレクター
- 1月18日 - 木村梨七、陸上競技選手
- 1月18日 - 若月大和、サッカー選手
- 1月19日 - 亀田織音、元女子プロ野球選手
- 1月20日 - 畑大雅、サッカー選手
- 1月21日 - 赤堀君江、SKE48
- 1月21日 - 山崎竜太郎、俳優
- 1月23日 - 西本まりん、女優
- 1月23日 - 東坊城夢来、元女子プロ野球選手
- 1月24日 - 田中雅功、歌手 (さくらしめじ)、俳優
- 1月24日 - 西山真瑚、フィギュアスケート選手
- 1月24日 - 安達夕莉、AV女優
- 1月25日 - 古瀬健樹、ラグビーレフリー
- 1月26日 - 月野かすみ、AV女優
- 1月27日 - 栗田航兵、アイドル (OCTPATH)
- 1月28日 - 板垣李光人、俳優
- 1月28日 - 豊田賢太、歌手 (Zero PLANET)
- 1月28日 - 森敬斗、プロ野球選手
- 1月29日 - 荒木遼太郎、サッカー選手
- 1月30日 - 小田垣陽菜、女優、元3B junior
- 1月30日 - 清原果耶、女優、ファッションモデル
- 1月30日 - 中井ほのか、レスリング選手
- 1月31日 - 山科颯太郎、プロ野球選手

### 2月
- 2月2日 - 坂本真凛、SKE48
- 2月2日 - 瀬田さくら、ばってん少女隊
- 2月3日 - 山邊歩夢、元AKB48
- 2月3日 - 菊池日菜子、女優、ファッションモデル
- 2月4日 - リオ、NiziU
- 2月5日 - 鈴木萌花、アメフラっシ、浪江女子発組合
- 2月5日 - 陽高真白、声優
- 2月6日 - 日下部愛菜、元NGT48
- 2月6日 - 大竹龍之助、柔道選手
- 2月6日 - 村竹ラシッド、陸上競技選手
- 2月7日 - 紅林弘太郎、プロ野球選手
- 2月9日 - 中村輪夢、BMX選手
- 2月9日 - 宮本真綾、フジテレビアナウンサー
- 2月10日 - 犬塚しおり、東海テレビアナウンサー
- 2月10日 - 小関舞、女優、元カントリー・ガールズ
- 2月11日 - 三浦龍司、陸上競技選手
- 2月11日 - 森元流那、タレント、YouTuber
- 2月12日 - 小山星奈、Pimm's
- 2月13日 - 播磨かな、Awww!、浪江女子発組合
- 2月13日 - 奥秋賢将、舞台俳優
- 2月14日 - 小野六花、AV女優
- 2月14日 - 森田凜、サッカー選手
- 2月14日 - 吉居大和、陸上競技選手
- 2月14日 - 粒楽あむ、AV女優
- 2月15日 - 一色嶺奈、元SKE48
- 2月15日 - 河合瑠果、女優
- 2月15日 - 松田琉冬、タレント、アーティスト
- 2月16日 - 藤田譲瑠チマ、サッカー選手
- 2月18日 - JURIANA、ダンサー、振付師
- 2月19日 - 吉田彩良、STU48
- 2月20日 - 玉田志織、モデル、女優
- 2月20日 - 吉田莉桜、グラビアアイドル、女優
- 2月21日 - 南条采良、歌手、ダンサー
- 2月22日 - 石綿星南、元AKB48
- 2月22日 - 岡林勇希、プロ野球選手
- 2月22日 - 黒木美佑、タレント、元青春高校3年C組女子アイドル部
- 2月22日 - 生田目竜也、大相撲力士
- 2月23日 - Red Eye、ラッパー
- 2月24日 - 倉島颯良、女優、元さくら学院
- 2月26日 - 末永桜花、元SKE48
- 2月26日 - 高橋らら、ファッションモデル
- 2月26日 - 三浦柚恵、元女子プロ野球選手
- 2月27日 - 浮所飛貴、ジャニーズJr. (美 少年)
- 2月28日 - 白河みずな、声優
- 2月28日 - 首藤百慧、元ラストアイドル

### 3月
- 3月1日 - 渡辺リサ、YouTuber、モデル
- 3月1日 - 廣川かのん、アイドル（欲バリセンセーション）
- 3月3日 - 木下友里、仮面女子アリス十番
- 3月5日 - 荒木菜那、フィギュアスケート選手
- 3月5日 - 杉山愛佳、元SKE48
- 3月6日 - 生見愛瑠、ファッションモデル、タレント、女優
- 3月7日 - 下川太陽、サッカー選手
- 3月7日 - 羽賀朱音、モーニング娘。
- 3月8日 - 斉藤立、柔道選手
- 3月9日 - 澤野聖悠、プロ野球選手
- 3月10日 - 池谷匠翔、騎手
- 3月11日 - 安田叶、元AKB48
- 3月11日 - 山本望叶、NMB48
- 3月11日 - 半井重幸、ブレイクダンスダンサー
- 3月12日 - 平野流佳、スノーボード選手
- 3月13日 - 佐野晶哉、ジャニーズJr. (Aぇ! group)
- 3月14日 - くろがねのあ、モデル
- 3月15日 - 四十住さくら、スケートボード選手
- 3月16日 - 曽我部優芽、元NGT48
- 3月16日 - 花谷麻妃、声優、歌手、元Fullfull☆Pocket
- 3月17日 - 石田千穂、STU48
- 3月17日 - 川島鈴遥、女優
- 3月17日 - 牧内莉亜、女優
- 3月17日 - 映秀。、アーティスト
- 3月18日 - 松田聖菜、ファッションモデル、タレント
- 3月20日 - 吉澤遥奈、タレント、グラビアアイドル
- 3月20日 - 石川澪、AV女優
- 3月20日 - 青柿響、陸上競技選手
- 3月22日 - 礒谷真帆、女流将棋棋士
- 3月22日 - 増田里紅、声優
- 3月22日 - 齋藤拳、俳優
- 3月23日 - 川谷花音、元青春高校3年C組女子アイドル部
- 3月23日 - 武元唯衣、櫻坂46
- 3月24日 - モラトリアム人間、道玄坂27
- 3月26日 - 彩木咲良、元たこやきレインボー
- 3月28日 - 高松いずみ、陸上競技選手
- 3月28日 - 松本かれん、FRUITS ZIPPER
- 3月29日 - 工藤理子、STU48
- 3月29日 - 中廣弥生、元STU48
- 3月29日 - 朝田ひまり、グラビアアイドル、AV女優
- 3月30日 - 宮里莉羅、元AKB48

### 4月
- 4月1日 - 渡辺哲史、俳優
- 4月2日 ‐ 小原唯和、俳優
- 4月3日 - 川原美咲、元AKB48
- 4月4日 - 岡田愛、タレント、モデル、元さくら学院
- 4月5日 - 吉田伶香、女優
- 4月6日 - 清水らら、女優
- 4月7日 - 石橋蛍、元SUPER☆GiRLS
- 4月8日 - マヤ、NiziU
- 4月9日 - 平岡海月、日向坂46
- 4月9日 - 藤原春陽、女子競輪選手
- 4月10日 - 熊谷仁志、俳優、ファッションモデル
- 4月10日 - 畑芽育、女優
- 4月10日 - 鵜川もえか、モデル、女優
- 4月11日 - 麻倉瑞季、グラビアアイドル
- 4月12日 - 大倉空人、俳優、歌手 (原因は自分にある。)
- 4月12日 - 中山礼都、プロ野球選手
- 4月13日 - 深田竜生、ジャニーズJr. (少年忍者)
- 4月14日 - 小川優介、サッカー選手
- 4月15日 - 高野渚、女優
- 4月18日 - 白河れい、タレント
- 4月18日 - 渡部遥、女子競輪選手
- 4月19日 - 西川僚祐、プロ野球選手
- 4月19日 - 黒崎煌代、俳優
- 4月19日 - 山本亜美、陸上競技選手
- 4月20日 - 林佑香、フリーアナウンサー
- 4月20日 - 望月ジュニア、プロレスラー
- 4月22日 - 川本笑瑠、CUTIE STREET
- 4月22日 - 花瀬琴音、女優
- 4月23日 - 梅本佑利、作曲家
- 4月23日 - 星月芽依、プロレスラー
- 4月24日 - 内星龍、プロ野球選手
- 4月25日 - 細川凌平、プロ野球選手
- 4月25日 - 天咲光由、プロレスラー
- 4月25日 - 伊藤ふたば、クライマー
- 4月26日 - 八神慶仁郎、モデル、俳優
- 4月28日 - 榊美優、元STU48
- 4月29日 - きなこ、タレント
- 4月30日 - 佐月愛果、元NMB48
- 4月30日 - 津久井匠海、サッカー選手

### 5月
- 5月1日 - 後藤聖那、歌手 (Team Mecury From Zero PLANET、ERROR)
- 5月1日 - 佐々木雅士、サッカー選手
- 5月1日 - LEX、ラッパー
- 5月3日 - 曽野舜太、歌手 (M!LK)
- 5月3日 - 松本愛花、元SUPER☆GiRLS
- 5月3日 - 又多風緑、女子競輪選手
- 5月8日 - 丈太郎、俳優
- 5月8日 - 森脇梨々夏、タレント
- 5月9日 - 瀬那ルミナ、AV女優
- 5月10日 - 石川涼楓、インフルエンサー、YouTuber
- 5月12日 - わたげ、タレント、YouTuber
- 5月12日 - 池田瑛紗、乃木坂46
- 5月13日 - 松田祐実、元HKT48
- 5月14日 - 兼次桜菜、原宿駅前パーティーズ (ふわふわ)
- 5月14日 - 白本彩奈、女優、モデル
- 5月15日 - 田口乙葉、女優
- 5月15日 - 塚田百々花、原宿駅前パーティーズ (ふわふわ)
- 5月15日 - 林鼓子、声優、元子役
- 5月17日 - 阿部菜々実、ラストアイドル
- 5月17日 - 元謙太、プロ野球選手
- 5月17日 - 阿部剣友、プロ野球選手
- 5月17日 - 西川怜伽、歌手
- 5月17日 - 花柳杏奈、AV女優
- 5月18日 - 河野奈々帆、元NMB48
- 5月18日 - 松田杏咲、タレント、元子役
- 5月18日 - 菅原涼太、騎手
- 5月20日 - 佐々木大光、ジャニーズJr. (7 MEN 侍)
- 5月21日 - 川原田純平、プロ野球選手
- 5月23日 - 大和明桜、アイドル (虹のコンキスタドール)
- 5月24日 - 逢来りん、声優
- 5月24日 - 藤田愛理、CROWN POP
- 5月24日 - 前田俊、タレント、歌手 (ERROR)
- 5月25日 - 涼凪、女優、モデル
- 5月27日 - 谷川唯人、プロ野球選手
- 5月28日 - 白川蘭珠、夢みるアドレセンス
- 5月28日 - 長見玲亜、女優
- 5月28日 - 北美梨寧、いぎなり東北産
- 5月28日 - 三浦孝太、総合格闘家
- 5月29日 - 中森俊介、プロ野球選手
- 5月29日 - 櫻井佑樹、俳優、劇団EXILE
- 5月30日 - 豆原一成、JO1
- 5月30日 - Kanaria、ボカロP、作詞家、作曲家、編曲家
- 5月31日 - 笹川吉康、プロ野球選手
- 5月31日 - 難波実夢、競泳選手

### 6月
- 6月3日 - 野口友輔、歌手、俳優、Hi☆Five
- 6月3日 - 久木田帆乃夏、タレント
- 6月4日 - 小高佐季子、女流将棋棋士
- 6月5日 - 辻岡慶次、柔道選手
- 6月6日 - 入江大樹、プロ野球選手
- 6月7日 - みゆな、シンガーソングライター
- 6月10日 - 坂本りの、HKT48
- 6月10日 - 眞鍋杏樹、元NMB48
- 6月10日 - 辻垣高良、プロ野球選手
- 6月11日 - 南沙良、女優、モデル
- 6月12日 - 森山瑛、俳優
- 6月15日 - 長﨑美柚、卓球選手
- 6月15日 - 三村妃乃、NGT48
- 6月16日 - 榎本ゆいな、モデル・タレント
- 6月17日 - 由良ゆら、タレント、グラビアアイドル
- 6月17日 - 川畑綾理、女優
- 6月18日 - 川瀬堅斗、プロ野球選手
- 6月20日 - 高田明浩、将棋棋士
- 6月20日 - 蓼沼優衣、女優、グラビアアイドル
- 6月20日 - 畠山彩奈、女優
- 6月21日 - 藤枝喜輝、俳優
- 6月22日 - 鶴屋怜、総合格闘家
- 6月23日 - 羽根彩夏、女流囲碁棋士
- 6月23日 - 前田こころ、BEYOOOOONDS
- 6月24日 - 原田珠々華、元アイドル (元虹のコンキスタドール）
- 6月24日 - 新嘉喜由芽、元女優
- 6月25日 - 白岡今日花、Task have Fun
- 6月28日 - 出澤杏佳、卓球選手
- 6月28日 - 三田真鈴、AV女優
- 6月29日 - 藤原優大、サッカー選手
- 6月29日 - 海老野心、モデル、タレント
- 6月30日 - 内山壮真、プロ野球選手
- 6月30日 - 釣寿生、元プロ野球選手
- 6月30日 - 貞野遥香、元NMB48
- 6月30日 - 古田愛理、ファッションモデル、グラビアアイドル
- 6月30日 - 髙村栞里、タレント

### 7月
- 7月2日 - 尾澤るな、女優、元SUPER☆GiRLS
- 7月2日 - 熊澤風花、Task have Fun
- 7月2日 - 柴山昌也、サッカー選手
- 7月3日 - 藤本理子、タレント
- 7月5日 - 矢作萌夏、シンガーソングライター、元AKB48
- 7月5日 - 岩井明愛、プロゴルファー
- 7月5日 - 岩井千怜、プロゴルファー
- 7月8日 - 歌田初夏、元AKB48
- 7月9日 - 笠本ユキ、モデル、女優
- 7月9日 - NICHOLAS、&TEAM
- 7月9日 - 篠塚大輝、アイドル、timelesz
- 7月10日 - 池間夏海、女優、モデル
- 7月10日 - 川床明日香、女優、ファッションモデル
- 7月10日 - 那須川梨々、キックボクサー
- 7月10日 - 大木美里亜、ファッションモデル、タレント
- 7月10日 - 小日向みゆう、AV女優
- 7月13日 - 成田愛純、ファッションモデル
- 7月13日 - 牧原巧汰、プロ野球選手
- 7月14日 - 藤田晃生、プロレスラー
- 7月15日 - 竹内詩乃、女優
- 7月15日 - 宮下玲奈、AV女優
- 7月16日 - 富永夢有、元NGT48
- 7月16日 - 福山舞佳、タレント、モデル、元dela
- 7月16日 - 山下舜平大、プロ野球選手
- 7月17日 - 豊田ルナ、グラビアアイドル、女優
- 7月17日 - 中川拓真、プロ野球選手
- 7月17日 - りせり、eggモデル、タレント
- 7月19日 - 藤井聡太、将棋棋士
- 7月19日 - 渡辺倫果、フィギュアスケート選手
- 7月19日 - 神田ジュナ、アイドル (虹のコンキスタドール)
- 7月20日 - 須田理夏子、モデル、子役
- 7月21日 - 紀平梨花、フィギュアスケート選手
- 7月21日 - 富本惣昭、俳優
- 7月21日 - Aoi、プロレスラー
- 7月23日 - 大平ひかる、A♡Z、元アメフラっシ、元3B junior
- 7月23日 - 神山典杏、タレント
- 7月23日 - 杉匠真、ウィンドサーフィン選手
- 7月24日 - 稲葉ともか、プロレスラー
- 7月25日 - 道枝駿佑、なにわ男子、俳優
- 7月28日 - 成岡輝瑠、サッカー選手
- 7月28日 - 石浜芽衣、アグラビアイドル、虹のコンキスタドール
- 7月29日 - 秋山眞緒、つばきファクトリー
- 7月29日 - 阿部夢梨、SUPER☆GiRLS
- 7月29日 - 小林希大、モデル、俳優
- 7月30日 - 川﨑皇輝、ジュニア (少年忍者)
- 7月31日 - 松本隆之介、プロ野球選手

### 8月
- 8月1日 - 飛田愛斗、騎手
- 8月6日 - 山本彩加、元NMB48
- 8月6日 - 平瀬美里、女優、歌手
- 8月7日 - 安達玲奈、超ギャルル、元夢みるアドレセンス
- 8月7日 - 島村龍乃介、俳優
- 8月7日 - 蒔田彩珠、女優
- 8月7日 - 田中裕理、タレント
- 8月8日 - 梶山采千夏、ロードレースライダー
- 8月9日 - 髙橋宏斗、プロ野球選手
- 8月11日 - 伊藤実希、SKE48
- 8月11日 - 黒岩唯、元STU48
- 8月12日 - 岡本彩夏、元SKE48
- 8月12日 - 未歩なな、AV女優
- 8月13日 - 角昂志郎、サッカー選手
- 8月13日 - 田中聡、サッカー選手
- 8月13日 - 永瀬莉子、ファッションモデル、女優
- 8月13日 - 松田詩野、プロサーファー
- 8月13日 - 七瀬すずか
- 8月14日 - 尾野寺みさ、Lily of the valley
- 8月14日 - 矢久保美緒、乃木坂46
- 8月14日 - 高田もも、アイドル、YouTuber
- 8月15日 - 長尾謙杜、なにわ男子
- 8月17日 - 相良竜之介、サッカー選手
- 8月17日 - 櫻井音乃、グラビアアイドル
- 8月17日 - 相馬夢乃、卓球選手
- 8月17日 - 後本萌葉、声優、歌手
- 8月18日 - 井上凌、プロレスラー
- 8月19日 - 菜月ひかる、AV女優
- 8月20日 - 清田みくり、女優、モデル
- 8月21日 - 鈴木彩艶、サッカー選手
- 8月21日 - 茅野りお、グラビアアイドル
- 8月21日 - 石田洸介、陸上競技選手
- 8月23日 - 岩崎大昇、ジュニア (KEY TO LIT)
- 8月24日 - 乙陽葵、グラビアアイドル
- 8月24日 - 安田明夏、女流囲碁棋士
- 8月25日 - 鈴木海音、サッカー選手
- 8月26日 - 青山華依、陸上競技選手
- 8月27日 - 中野桂太、サッカー選手
- 8月27日 - 吉田華恋、元AKB48
- 8月29日 - 彩青、演歌歌手
- 8月29日 - 仁平美来、カーリング選手
- 8月31日 - 崎山蒼志、シンガーソングライター
- 8月31日 - 田中伊桜莉、HKT48

### 9月
- 9月3日 - 園田あいか、女優、元カメトレ
- 9月3日 - 田中美帆、元STU48
- 9月3日 - 熱海富士朔太郎、大相撲力士
- 9月5日 - 八木海莉、歌手
- 9月6日 - 大澤朋也、サッカー選手
- 9月6日 - 上田洸太朗、プロ野球選手
- 9月6日 - 本間麻衣、元AKB48
- 9月7日 - EJ、&TEAM
- 9月7日 - 小坂菜緒、日向坂46
- 9月7日 - 天照鵬真豪、大相撲力士
- 9月8日 - 吉崎凜子、元STU48
- 9月8日 - 横田未来、女優、モデル、インフルエンサー
- 9月8日 - 永野猛蔵、騎手
- 9月10日 - 金村美玖、日向坂46
- 9月10日 - 高尾奏音、声優、元アース・スター ドリーム
- 9月10日 - 鈴の家りん、AV女優
- 9月11日 - 早真之介、プロ野球選手
- 9月12日 - 岡本大翔、プロ野球選手
- 9月13日 - 日向未来、女優、タレント
- 9月14日 - 大葉めも、グラビアアイドル
- 9月15日 - 本田ルーカス剛史、フィギュアスケート選手
- 9月15日 - 葉月結菜、いぎなり東北産
- 9月16日 - 鈴季すず、プロレスラー
- 9月16日 - 長谷川美月、ファッションモデル
- 9月17日 - 秋広優人、プロ野球選手
- 9月17日 - 高橋真由、Pimm's、元ラストアイドル
- 9月17日 - 山口仁子梨、女流将棋棋士
- 9月17日 - 弓木大和、俳優
- 9月17日 - 浅見歩果
- 9月18日 - 髙田琢登、プロ野球選手
- 9月18日 - 森愁斗、アーティスト、TikToker
- 9月18日 - 水愛、ライスボール
- 9月20日 - 猪狩蒼弥、ジュニア (HiHi Jets)
- 9月20日 - 月野有菜、タレント、モデル
- 9月21日 - 唐山翔自、サッカー選手
- 9月21日 - 水野愛理、元SKE48
- 9月21日 - 吉岡光、柔道選手
- 9月21日 - 福富つき、Billlie、モデル
- 9月21日 - 内藤花恋、タレント
- 9月22日 - 広橋佳苗、女優
- 9月22日 - 三原羽衣、モデル、YouTuber
- 9月22日 - 原田波人、演歌歌手
- 9月24日 - 矢口結生、ミュージシャン
- 9月26日 - 斎藤瑠希、女優
- 9月27日 - まつり、シンガーソングライター
- 9月28日 - 濱岸ひより、日向坂46
- 9月28日 - 山村崇嘉、プロ野球選手
- 9月29日 - 新井萌花、グラビアアイドル、女優
- 9月30日 - 作間龍斗、ジュニア(HiHi Jets)
- 9月30日 - 伊達さゆり、声優
- 9月30日 - 横山賀三、俳優

### 10月
- 10月1日 - AZM (あずみ)、プロレスラー
- 10月1日 - 須藤直輝、サッカー選手
- 10月2日 - 黒川心、元ファッションモデル、元女優
- 10月7日 - 成海花音、女優
- 10月8日 - 伊藤理々杏、乃木坂46
- 10月8日 - 大橋あかり、ファッションモデル、タレント
- 10月10日 - 伊藤匠、将棋棋士
- 10月10日 - 桑形萌花、柔道選手
- 10月12日 - 松本ももな、高嶺のなでしこ、元ラストアイドル
- 10月12日 - 加賀義也、俳優
- 10月14日 - 平野海祝、スノーボード選手
- 10月16日 - 来田涼斗、プロ野球選手
- 10月17日 - 髙寺望夢、プロ野球選手
- 10月17日 - 宮田有萌、ラストアイドル
- 10月19日 - 村星りじゅ、ukka
- 10月19日 - 大熊杏優、女優、グラビアアイドル
- 10月21日 - 北園丈琉、体操競技選手
- 10月22日 - 仲三河優太、プロ野球選手
- 10月23日 - 簡秀吉、俳優
- 10月24日 - Ado、歌手
- 10月24日 - 福島章太、プロ野球選手
- 10月26日 - リク、NiziU
- 10月26日 - 渡邊海、プロボクサー
- 10月27日 - 永島まなみ、騎手
- 10月28日 - 斉藤円香、OCHA NORMA
- 10月28日 - ユメカ・ナウカナ?、ASP
- 10月28日 - 宮崎あみさ、アイドル、女優
- 10月29日 - 佐藤奏、ミュージシャン
- 10月29日 - 胡桃さくら、AV女優
- 10月30日 - 安杜羽加、いぎなり東北産
- 10月30日 - 松田迅、INI
- 10月30日 - 日向端ひな、高嶺のなでしこ
- 10月31日 - 木竜皇博一、大相撲力士

### 11月
- 11月1日 - 鈴原希実、声優
- 11月2日 - 木﨑千聖、ラストアイドル
- 11月2日 - 福山絢水、ファッションモデル
- 11月2日 - 上村侑、俳優
- 11月3日 - 山田杏華、元AKB48
- 11月4日 - 川又あん奈、元アイドル、元STU48
- 11月5日 - 内海里音、STU48
- 11月5日 - 山﨑夢羽、元BEYOOOOONDS
- 11月7日 - 伊藤小春、ファッションモデル、元原宿駅前パーティーズ (ふわふわ)
- 11月8日 - 山本愛梨、ラストアイドル
- 11月11日 - 清水ひまわり、インフルエンサー、タレント
- 11月11日 - 森下舞桜、仮面女子アリス十番
- 11月11日 - 安嶋秀生、ジュニア(少年忍者)
- 11月11日 - 山野光、俳優、ダンサー
- 11月16日 - さなり、ラップアーティスト
- 11月16日 - 中川美音、元NMB48
- 11月16日 - 平山真衣、NMB48
- 11月17日 - 石川優、陸上競技選手
- 11月19日 - 小宮璃央、俳優、歌手 (Zero PLANET)
- 11月20日 - 掛橋沙耶香、元乃木坂46
- 11月22日 - 雨宮由乙花、ファッションモデル
- 11月22日 - 島崎友莉亜、アップアップガールズ（2）
- 11月24日 - 大城真乃、プロ野球選手
- 11月25日 - 設楽銀河、俳優
- 11月26日 - 植村颯太、モデル、歌手 (ERROR)
- 11月26日 - 田上奏大、プロ野球選手

### 12月
- 12月1日 - 白井琴望、女優、YouTuber、元SKE48
- 12月1日 - 古川杏、女優、タレント
- 12月2日 - 石塚美月、元SKE48
- 12月3日 - 笠野咲藍、タレント
- 12月4日 - 東海林クレア、ファッションモデル
- 12月4日 - 莉子、ファッションモデル、女優
- 12月4日 - 響蓮、AV女優
- 12月7日 - 笠島尚樹、プロ野球選手
- 12月8日 - 愛来、アメフラっシ、浪江女子発組合
- 12月10日 - 杉田雷麟、俳優
- 12月10日 - 中野美来、元NMB48
- 12月11日 - 佐久間朱莉、プロゴルファー
- 12月13日 - 麻野七奈未、バレーボール選手
- 12月14日 - 加藤翼、プロ野球選手
- 12月15日 - 小熊倫実、元NGT48
- 12月15日 - 池本しおり、グラビアアイドル
- 12月17日 - 川嶋美晴、元SKE48
- 12月17日 - 佐藤龍我、ジュニア (美 少年)、俳優
- 12月17日 - 上西萌々、タレント
- 12月17日 - 上野結生、カーリング選手
- 12月18日 - ハーヴィー瑛美、ファッションモデル、XG
- 12月18日 - 南有梨菜、元STU48
- 12月19日 - 石井萌々果、女優、元Pocchimo
- 12月19日 - 幸阪茉里乃、櫻坂46
- 12月19日 - 桜田ひより、女優、ファッションモデル
- 12月19日 - 髙石あかり、女優
- 12月20日 - 杉山優奈、元女優
- 12月20日 - トラウデン都仁、俳優
- 12月22日 - 栗田麻央、ラストアイドル
- 12月24日 - 森ふた葉、元ザ・コインロッカーズ
- 12月25日 - 野澤大志ブランドン、サッカー選手
- 12月26日 - 嘉手苅浩太、プロ野球選手
- 12月26日 - 齋藤エリナ、ファッションモデル
- 12月28日 - 守殿愛生、女優、元子役
- 12月30日 - 土田龍空、プロ野球選手
- 12月30日 - 居谷匠真、プロ野球選手
- 12月31日 - 山下真瑚、フィギュアスケート選手
- 12月31日 - 河内桜雪、女子競輪選手

### 人物以外
- 3月25日 - ディープインパクト、競走馬